# 蜂屋貞次
蜂屋 貞次（はちや さだつぐ）は、戦国時代の武将。徳川家康の家臣。三河国六名城主。 通称は半之丞で、諱よりも、蜂屋半之丞の名で広く知られる。

## 略歴
天文8年（1539年）三河国六名村（現在の愛知県岡崎市）に生まる。松平元康（徳川家康）の家臣となる。
永禄3年（1560年）、今川義元が尾張国に侵攻した際には、5月18日、元康に従って織田方の佐久間盛重の守る丸根砦を攻めた。19日、桶狭間の戦いで義元が討たれて敗戦した後、三河国に撤退。23日、織田方の水野信元が岡崎城に攻め寄せるが、貞次は石瀬で要撃して松平信一と共に軍功を挙げた。永禄4年（1561年）2月、再び石瀬で水野勢と争う。
永禄6年（1563年）、家康の吉田城攻めに従い、さらに小坂井の戦いで今川氏と戦って渡辺守綱と共に武功を挙げた。
同年、三河一向一揆が起こると、貞次は一向宗の宗旨に従い、守綱らとともに家康に背いて一揆方に与し、針崎の勝鬘寺に立て籠もった。そして勝鬘寺の戦いで家康方と戦って撃退するが、義父・大久保忠俊ら大久保一族を慮ってこれに攻撃を通告して、身内を逃がした。
11月に上和田城が一揆勢に包囲されると、家康自らが出陣してこれを蹴散らした。戦闘では貞次は水野忠重と手合わせをしていたが、家康の姿を見ると逃亡する。松平金助が逃亡する貞次を見つけて「蜂屋、逃ぐるか。きたなし、返せ」と大声で呼びつけたので、貞次は「殿が来られたから逃げたのだ。うぬらに背は見せぬ」と返して金助を突殺したが、家康が馬を寄せて「蜂屋、のがさぬぞ」と叱りつけて槍を構えたので、貞次は驚いて逃走した。
永禄7年（1564年）2月、一揆勢の主将格だった矢田作十郎が戦死したことで勢力が衰退。貞次は大久保忠政の仲介を受けて家康に降伏し、忠政・忠俊親子の嘆願により、罪を許されて再び家臣となった。
6月に家康が再度行った吉田城攻めに参加して、本多忠勝と先陣を争う。忠勝が一番槍を入れたのに怒って、猛然と突撃して2人を斬り、さらに河井正徳に打ち掛かったが、正徳の鉄砲の弾が当たって負傷。従者の手を借りて退いたが、六名村で亡くなった。享年26。
徳川十六神将の1人として数えられている。

### 子孫
貞次には女児が1人いた。母と共に郷に戻っていたが、あるとき家康が鷹狩りをして寡婦と少女に会い、貞次の子と知ってこれを哀れみ、鳥居氏の源一郎という者を婿養子にして、貞次の名跡を継がせた。蜂屋可正（半之丞）、蜂屋可長（半十郎）は、貞次の孫にあたる。